# Lućmierz (wieś)
Lućmierz – wieś w Polsce, w województwie łódzkim, w powiecie zgierskim, w gminie Zgierz.
Do 2023 miejscowość nazywała się Lućmierz-Las. Nazwę wsi zmieniono, zniesiono nazwę osady Lućmierz-Ośrodek, włączając jej dotychczasowy teren do wsi.
Tworzy sołectwo Lućmierz, do 2023 r. składające się ze wsi Lućmierz-Las i osady Lućmierz-Ośrodek.
W latach 1975–1998 miejscowość administracyjnie należała do ówczesnego województwa łódzkiego.

## Zbrodnie niemieckie
Pierwsze zbrodnie w lasach lućmierskich dokonano w ramach akcji mordowania polskiej inteligencji – Intelligenzaktion Litzmannstadt. W dniach 9 i 10 listopada 1939 rozstrzelano ok. 500 osób, a do grudnia rozstrzelano następnych 1500 Polaków. W sumie podczas okupacji w lesie koło Lućmierza Niemcy zamordowali ok. 30 tys. osób (głównie więźniów z Radogoszcza i getta łódzkiego).
Na terenie lasu lućmierskiego zostały zakopane ciała ofiar zgierskiej egzekucji – upamiętnionych niewielkim obeliskiem stojącym przy drodze ze Zgierza do Ozorkowa (fragment drogi krajowej nr 91). W lesie kończy swój przebieg Szlak pamięci ofiar hitlerowskiego ludobójstwa.
W lesie rosną okazałe dęby – jeden z nich uznany za pomnik przyrody.